# قناة الفلسطينية
قناة الفلسطينية قناة فضائية فلسطينية، تابعة للسلطة الفلسطينية (حركة فتح)، تأسست في 13 ايار 2009، تتخذ من رام الله مقرا لبثها. يشرف عليها الإعلامي والسياسي نبيل عمرو الذي اختاره الرئيس الفلسطيني محمود عباس ليكون مشرفاً عليها.
يشار إلى أن هذه القناة بثت برامجها على مدار 24 ساعة متواصلة. وان مكاتب عدة لقناة «الفلسطينية» قد افتتحت في القاهرة وبيروت وعمان، وكان هناك ترتيبات لتكتمل ليكون لهذه الفضائية الجديدة وجود في جميع مراكز التجمعات الفلسطينية لاحقا.

## تم اغلاقها في نفس العام
جاءت صدمة خبر إغلاق قناة 'الفلسطينية' التي كان من المفترض أن تكون القناة الرسمية الأولى الناطقة باسم حركة فتح منذ انطلاقتها بالإضافة إلى قناة فلسطين التي تستولي حركة فتح عليها.
فكافة العاملين في الفلسطينية تعرضوا لضغوط كثيرة منها عدم صرف رواتبهم وضعف الإمكانيات بسبب رفض ياسر عبد ربه الذي عينه عباس رئيسا لهيئة الإذاعة والتلفزيون التعاون مع الفضائية في إمدادها بالكوادر والخبرة العملية، ما أوجد عجزاً كبيراً في مسيرتها جعلها تتوقف.
واستبعد أي مخطط للنهوض بالقناة مجددا بسبب الحالة الداخلية لحركة فتح وخاصة التي لم تكن جدية في إطلاقها خلال المؤتمر السادس وإنما مجرد جهود خاصة لنبيل عمرو وفشلت حينما قدم استقالته منها.
وأعرب عن خيبة أمله والعاملين في القناة من الفشل الذي أحبطها وخاصة أنها أولى تجارب حركة فتح لإطلاق قناة تلفزيونية تضاهي قناة الأقصى التي تتبع لحركة حماس والتي ما زالت حتى الآن.

### إعادة فتحها
تمت إعادة فتحها لاحقا.